# Уруп
Уру́п (яп. 得撫島 Уру́ппу-то, от айн. ウルㇷ゚, Уру́п — досл. «Лосось») — остров южной группы Большой гряды Курильских островов, четвёртый по величине в архипелаге. Административно входит в Курильский городской округ Сахалинской области России. В 1946—1991 годах на острове размещался контингент погранвойск СССР. В настоящее время не имеет постоянного населения, хотя в прошлом на нём имелись айнские, российские и японские поселения разных эпох.

## Физико-географическая характеристика

### География

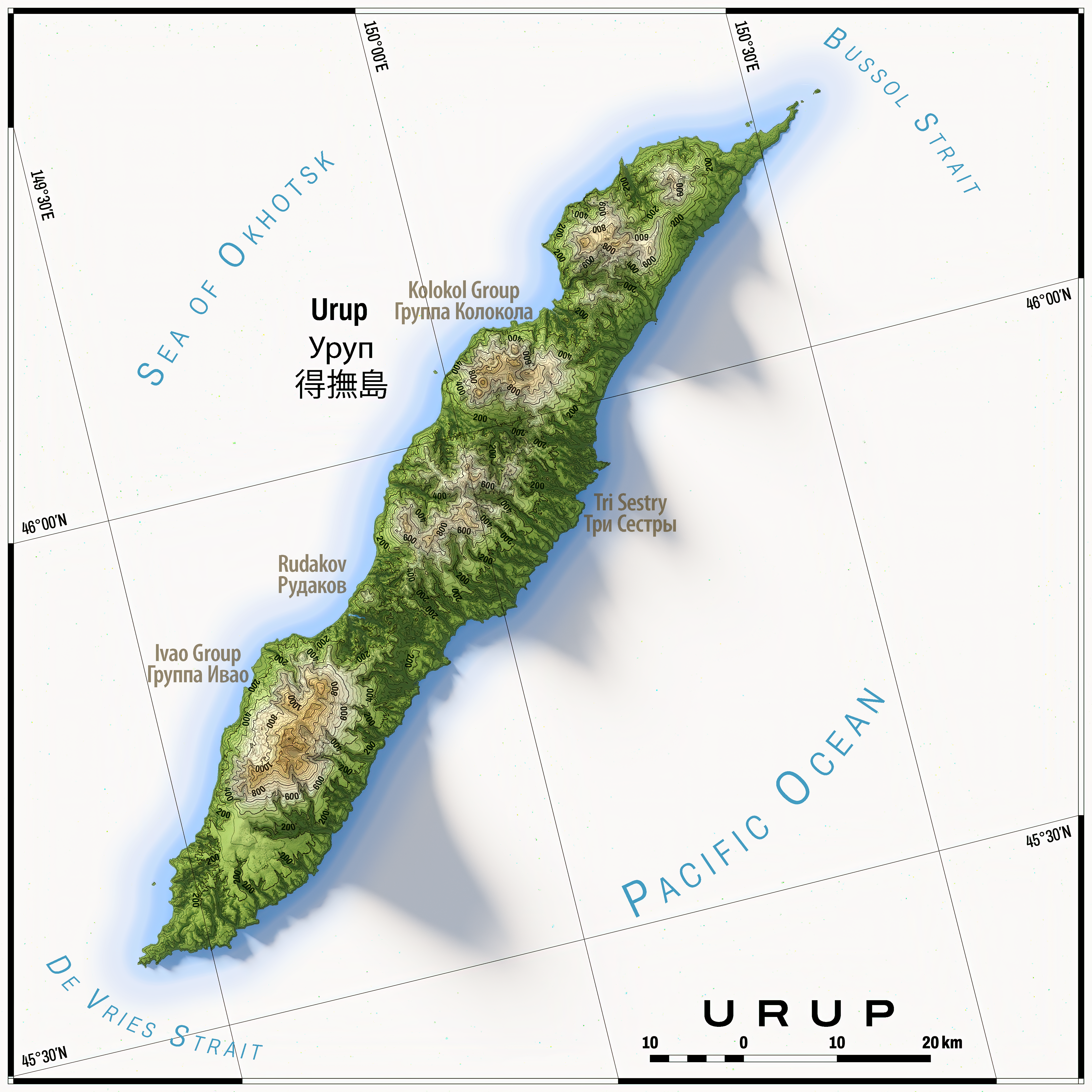
Топографическая карта острова Уруп

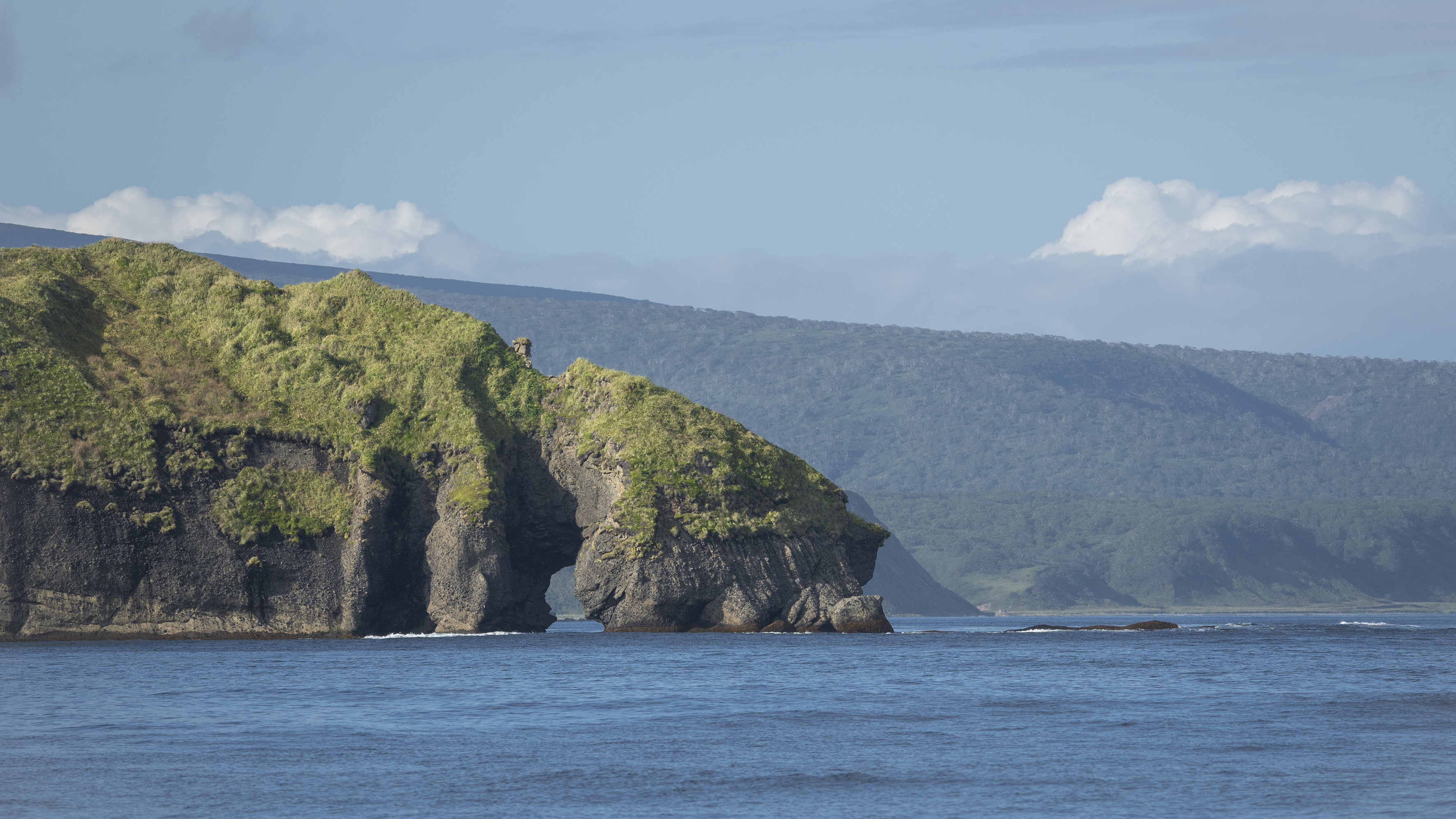
Вид на остров

Отделён проливом Уруп от островов Чёрные Братья, расположенных в 30 км к северо-востоку; проливом Фриза — от острова Итурупа, расположенного в 40 км к юго-западу. Вытянут с северо-востока на юго-запад на 116 км при ширине до 20 км. Площадь — 1427,57 км². Длина береговой линии — 276,6 км.
На тихоокеанском побережье находится бухта Алеутка — единственная на всем острове гавань, позволяющая приставать морским судам.
Полуостров Ван-дер-Линда на юге окружён несколькими слабовыраженными заливами и бухтами, среди которых Щукина, Опасная, Катаева, Новицкого, Гилева, Капсюль, Байдарочная.
Расположенная на острове гора Константина названа в честь судна РАК «Великий князь Константин», на котором в 1847 году А. М. Гаврилов плавал у Курильских островов.

#### Острова в мористом прибрежье Урупа
В мористом прибрежье Урупа имеется много островков-спутников и кекуров:  
остров Краб у юго-западного конца острова;
остров Кувшин, Петушкова у охотоморского побережья срединной части острова;
субархипелаг Таира (с островами Громыко, Щетининой и Маршала Василевского) у северо-восточного конца острова;
остров Чайка, острова Близнецы на охотоморском побережье у северо-восточного конца острова;
остров Хива на тихоокеанском побережье у северо-восточного конца острова.

### Геологическое строение
Остров состоит из 25 вулканов, слившихся подножиями. 
Складчатость гористая, представляет собой цепь вулканических хребтов, понижающихся на перешейках острова — Компанейский, Шокальского, Петра Шмидта, Криштофовича — каждый из которых состоит из ряда слившихся подножиями вулканов, один из которых — вулкан Берга (980 м) — является действующим.
Самые высокие точки — гора Высокая (1426 м) и гора Колокол (1328 м), вулканы Безымянный (800 м) и Три Сестры (989 м).
Горы вплотную подходят к берегу, лишь изредка отступают от него, образуя узкую полосу пляжа.
Грунты склонов гор скальные, щебеночно-суглинистые, встречаются заболоченные участки с торфяными грунтами. На побережьях преобладает песок.
Южная часть острова состоит из равнин и холмов со множеством неглубоких и средних оврагов и лощин.
Морское побережье изрезано слабо, берега возвышенные, скалистые. Местами имеются небольшие пляжи. У побережья много рифов, скал и камней.
Прибрежная часть моря мелководна. Пляжи в основном гравийные и каменистые. Глубины достигают 100 м и более в 3-5 км от кромки прибоя у западного и восточного побережий. На юге и непосредственно у мыса Ван-дер-Линда мелководная прибрежная полоса изобатой 100 м достигает ширины в 10 км. На береговой линии наблюдаются сильные приливы и отливы.

### Гидрография
По оси, вдоль которой вытянут остров (с северо-востока на юго-запад), водораздельная черта проходит через пять основных подъемов рельефа:
1) гора Десантная (яп. Дайсанто);
2) северная часть хребта Шокальского, от горы Трёхглавой (яп. Каймен) до горы Ирина;
3) южная часть хребта Шокальского, от горы Кабан до горы Каврайского;
4) хребет Петра Шмидта;
5) хребет Криштофовича.
Реки и ручьи острова многочисленны, но невелики: ширина менее 10 м, глубина до 1 м. Они часто срываются в море прямо с обрывистых, скалистых берегов. Питание дождевое, снеговое и подземное (на острове также много горячих ключей и минерализированных источников). Водопады с максимальной высотой до 75 м.
Крупнейшие реки острова — Голинка, Рыбная, Осьма, Токотан, Таки, Тосикоэ и Каимея. 
Между горами Высокая и Косая хребта Криштофовича на высоте 1016 м расположено озеро Высокое.

### Климат

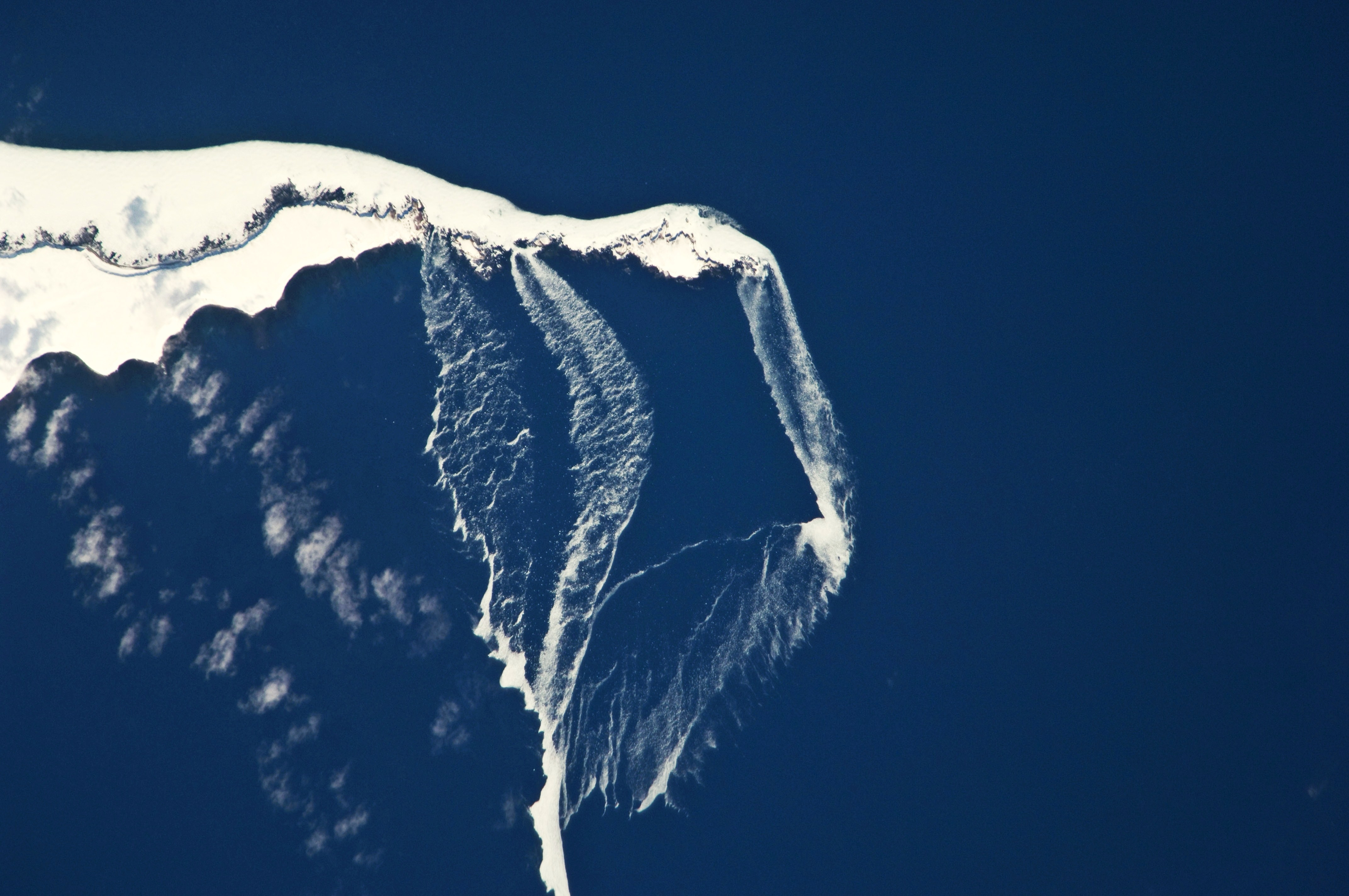
Плавучие льды у северо-восточной оконечности острова.

Остров расположен на границе двух климатических зон — умеренной муссонно-морской (с прохладным летом) и субарктической (смягчённый довольно мягкой многоснежной зимой). В целом климат острова можно охарактеризовать как влажный и прохладный океанический. Здесь часты туманы, но грозы с молниями почти отсутствуют. Наиболее тёплой является юго-западная часть острова, где склоны гор согревают остатки тёплого течения Соя. В результате у южной оконечности острова сумма активных температур достигает максимума в 700 °С. Самым сухим и ясным сезоном является первая половина осени.
Климат северо-восточной окраины гораздо более суров. Сумма активных температур здесь достигает лишь 540 °С. Ежегодно в феврале-марте большую часть охотоморского побережья острова, а также пролив Фриза закрывают тяжёлые льды, выносимые из Охотского моря. Океанские воды вокруг северо-восточной части острова полностью освобождаются ото льда лишь на 1—1,5 месяца в году. Средняя многолетняя годовая температура в целом по острову составляет около +2,2°С, но варьирует при движении с севера на юг. На высотах выше 800 м круглый год лежит снег.
| Среднесуточная температура воздуха | Среднесуточная температура воздуха | Среднесуточная температура воздуха | Среднесуточная температура воздуха | Среднесуточная температура воздуха | Среднесуточная температура воздуха | Среднесуточная температура воздуха | Среднесуточная температура воздуха | Среднесуточная температура воздуха | Среднесуточная температура воздуха | Среднесуточная температура воздуха | Среднесуточная температура воздуха | Среднесуточная температура воздуха |
| Янв                                | Фев                                | Мар                                | Апр                                | Май                                | Июн                                | Июл                                | Авг                                | Сен                                | Окт                                | Ноя                                | Дек                                | Год                                |
| −4,8 °C                            | −5,9 °C                            | −3,7 °C                            | 0,3 °C                             | 3,4 °C                             | 5,9 °C                             | 8,9 °C                             | 10,9 °C                            | 10,3 °C                            | 6,9 °C                             | 2,0 °C                             | −2,0 °C                            | 2,7 °C                             |
| ---------------------------------- | ---------------------------------- | ---------------------------------- | ---------------------------------- | ---------------------------------- | ---------------------------------- | ---------------------------------- | ---------------------------------- | ---------------------------------- | ---------------------------------- | ---------------------------------- | ---------------------------------- | ---------------------------------- |

### Флора
Первое подробное письменное описание флоры острова в 1897 году дал английский зверопромышленник и браконьер Генри Сноу. Растительность Урупа гораздо богаче и разнообразней, чем на других островах Курильской гряды, расположенных севернее. Самые обычные виды — берёза Эрмана, ольха, бамбучник, кедровый стланик. При этом флора северной и южной оконечности острова существенно отличается. На севере Урупа, на полуострове Кастрикум, можно найти отдельные следы бореальной флоры, хотя в целом самым южным краем последней считается Симушир, расположенный гораздо севернее Урупа. Так, на северном полуострове Кастрикум (яп. Карасуноо либо Синономэ) преобладает тундра, в которой растут шикша, морошка, голубика, жимолость, мхи и лишайники. Далее при движении на юг тундровая растительность активно вытесняется умеренной (кедровый стланик, ольха Максимовича, ива сахалинская, береза Эрмана и др.), здесь обычны ирисы, лилии, маргаритки, гвоздики, незабудки, герань и пр. Высокая крапива, зонтичные растения и бамбучник местами образуют труднопроходимые густые заросли. На Урупе появляются и виды, характерные для южноумеренной флоры — калина Райта, аралия сердцевидная, плагиотециум тупейший, тис остроконечный, клен желтый, гортензия черешковая, вишня курильская, падуб морщинистый и ряд других видов. Эндемики острова — остролодочник ито и соссюрея курильская. В отличие от Итурупа, расположенного южнее, ель и пихта на Урупе отсутствуют. Как уже отмечалось выше, сумма активных температур на Урупе резко снижается в среднем до 620°С по сравнению с 1350°С на соседнем с ним Итурупе, 1650°С на Шикотане и 1700°С на Кунашире. В результате лиственные леса с примесью видов-представителей восточноазиатской неморальной флоры здесь существуют лишь в укрытых долинах. Вдоль всего побережья Урупа на удалении 50—300 м от берега расположен неоднородный по густоте пояс бурых водорослей из ламинарии и алярии. Этот пояс, равно как и обнажающиеся во время отлива рифы, служат пристанищем для целого ряда морских млекопитающих и птиц.

### Фауна
На островах обычны лисы всех разновидностей (рыжие и чернобурые), а также песцы, питающиеся рыбой, крысами и птицами. Учитывая малое количество людей на острове, многие лисы их не боятся и даже облаивают с холмов. В прибрежных водах много каланов (из-за которых остров японцы называли каланьим — «Раккошима»), есть нерпы дальневосточные, курильские тюлени и большие сивучи.
Курильский или островной тюлень встречается в южной части Урупа, где значительное стадо сосредоточено на острове Краб и на камнях и скале Ревуны, а также на северо-западном участке острова, включая острова Таира.
На острове нет медведей, копытных и земноводных. Последнее объясняется тем, что даже в период максимальной регрессии мирового океана в ледниковый период Уруп (как и Итуруп) никогда не соединялся с материком. Его флора и фауна слабо взаимодействовали с Хоккайдо, поэтому на Урупе даже имеются эндемичныe виды мухи-журчалки Criorhina konakovi Stack, известной по единственному экземпляру и Callicera aenea. Из-за меньшего видового разнообразия млекопитающих на Урупе практически отсутствуют клещи, паразитирующие в основном на оленях. Климат острова в целом близок южно-сахалинскому и подходит для акклиматизации соболя. Из крупных птиц выделяется орлан-белохвост. Встречается азиатская большеклювая ворона (это крайний северный предел её обитания).
Из-за более холодных вод ихтиофауна у берегов острова в целом беднее, чем у Итурупа и Кунашира. Несколько большим разнообразием видов отличается охотоморское побережье. Из морских млекопитающих здесь встречаются морской котик, сивуч, нерпа, касатка, гренландский, южный, японский, минке, сейвал, горбач и синий киты.
Основные лежбища каланов, сивучей и тюленей (антура и ларги) находятся на южной оконечности острова.
Три вида редких морских млекопитающих Урупа занесены в Красную Книгу России и международного Союза по охране природы (МСОП): калан, северный морской лев Стеллера (сивуч) и курильский тюлень (антур).

#### Каланы
Наиболее ценным пушным зверем Урупа является калан. Недаром Уруп по-японски называется «Раккосина», что в переводе означает каланий остров. До 1875 года русские землепроходцы Урупа добывали здесь шкуры каланов. В 1769 году сотник Иван Черный привёз с Урупа в Большерецк в качестве собранного ясака более 600 шкурок каланов. При этом шкурки «медведков», или молодых зверей, учитывались отдельно. Известно также, что в 1777 году команда одного российского промыслового судна добыла за 9 месяцев в водах Урупа около тысячи взрослых каланов. В 1798 году промысел каланов на Курильских островах получила в своё ведение Российско-Американская компания. Её сотрудники отнеслись к добыче каланов весьма заботливо: периодически на Урупе и других островах промысел калана запрещался, и численность этих животных там быстро восстанавливалась. Однако после 1875 года, после перехода островов под юрисдикцию Японии, на островах началось массовое и хищническое истребление каланов. Дело в том, что до начала XX века Япония не имела реальной возможности контролировать ситуацию в море и сюда активно проникали многочисленные иностранные браконьеры, в первую очередь британцы и голландцы. Поэтому запасы пушного зверя непрерывно сокращались. Затем зверя стали добывать и сами японцы, так как японские солдаты нуждались в тёплой одежде для войны в условиях севера. В результате к 1945 году на острове осталось лишь несколько десятков каланов. В настоящее время их здесь больше тысячи особей. Остров традиционно рассматривается в качестве южной границы ареала этого вида, но после 2000 года каланы распространились далеко на юг вплоть до о-вов Дёмина.

## Название
В переводе с айнского языка название острова означает «лосось» или, точнее, «красная рыба» (т.е. нерка, рыба из отряда лососёвых). При этом на основании внешнего подобия соответствующих видов рыб айнское слово урапп или урупп может получать описательный перевод в русскоязычных источниках. Например, инсулоним Уруп могут перевести как «красная сёмга», хотя сёмга водится в североатлантическом бассейне, подобно тому как для пресноводных разновидностей лососёвых (в т.ч. тихоокеанского бассейна) может употребляться собирательное название «форель» (изначально западноевропейское).
При первом описании голландцами в 1643 году был поименован как Земля Компании либо Компанейская Земля (нидерл. Kompanisland).
С 1795 и вплоть до упразднения Российско-американской компании также был известен под именем остров Александра.
В японский период имел также японо-айнское название яп. ラッコの島, Раккошима — досл. «Каланий остров».

## История
Остров издревле являлся местом промысла каланов и других морских животных, обитающих в его прибрежных водах. В историческую эпоху коренными жителями острова были айны, хотя до второй половины XVIII века их постоянных поселений на Урупе не было. Айны как северных, так и южных Курильских островов съезжались сюда в охотничью пору, поэтому остров был и местом встреч для торга между данными туземцами.
Во времена российских «описей» второй половины 18 — начала 19 века остров также имел номерное обозначение в составе Курильской гряды — Восемнадцатый.

## Особая позиция Японии по территориальной принадлежности острова
Используя в территориальном споре с Россией фактор Сан-Францисского мирного договора 1951 года, который не был подписан СССР, японское правительство, тем не менее, опирается на те варианты толкований договорённостей между союзниками — СССР, США, Великобританией и Китаем — которые подкрепляют японскую позицию. В частности, поскольку в Сан-Францисском договоре не оговаривается, в пользу какого государства Япония отказывается от своих прав на Курилы, принадлежность острова, по мнению японского правительства, до сих пор не определена, а за Россией признаётся лишь «фактический контроль».

## Хозяйственная деятельность
На южной оконечности острова подтверждено существование двух участков золотосеребряных руд (Данченковский и Айнский). По оценкам (2006), их запасы золота оцениваются в 4,7 и 8,4 тонн, а также еще порядка 40 тонн серебра. Разработки ведёт ООО «Курилгео», дочернее предприятие швейцарской компании Solway Industries Swiss AG.

## Население
В настоящее время Уруп не имеет постоянного населения. На острове расположены нежилые населённые пункты Кастрикум и Компанейское. Тем не менее, на острове живут две семьи смотрителей маяков Ван-дер-Линда на южной и Кастрикума на северной оконечности острова, которые разделяют 120 км.
Кроме того, в 2011 году на острове появилась группа золотодобытчиков «КурилГЕО».
Для работы горно-перерабатывающего комбината был создан административно-бытовой комплекс, получивший название «Отважный» (у истоков одноимённого ручья и реки Осьмы). Это вахтовый рабочий поселок, где живут водители, монтажники, дробильщики, аппаратчики, обслуживающий персонал, всего до нескольких сот человек.  Поселок «Отважный» состоит из четырех корпусов, в которых размещены основные блоки, столовая, медпункт, жилые блоки, библиотека, спортзал и баня.
У рабочего поселка «Отважный» имеется свой неофициальный герб.